# Якобс, Ламберт

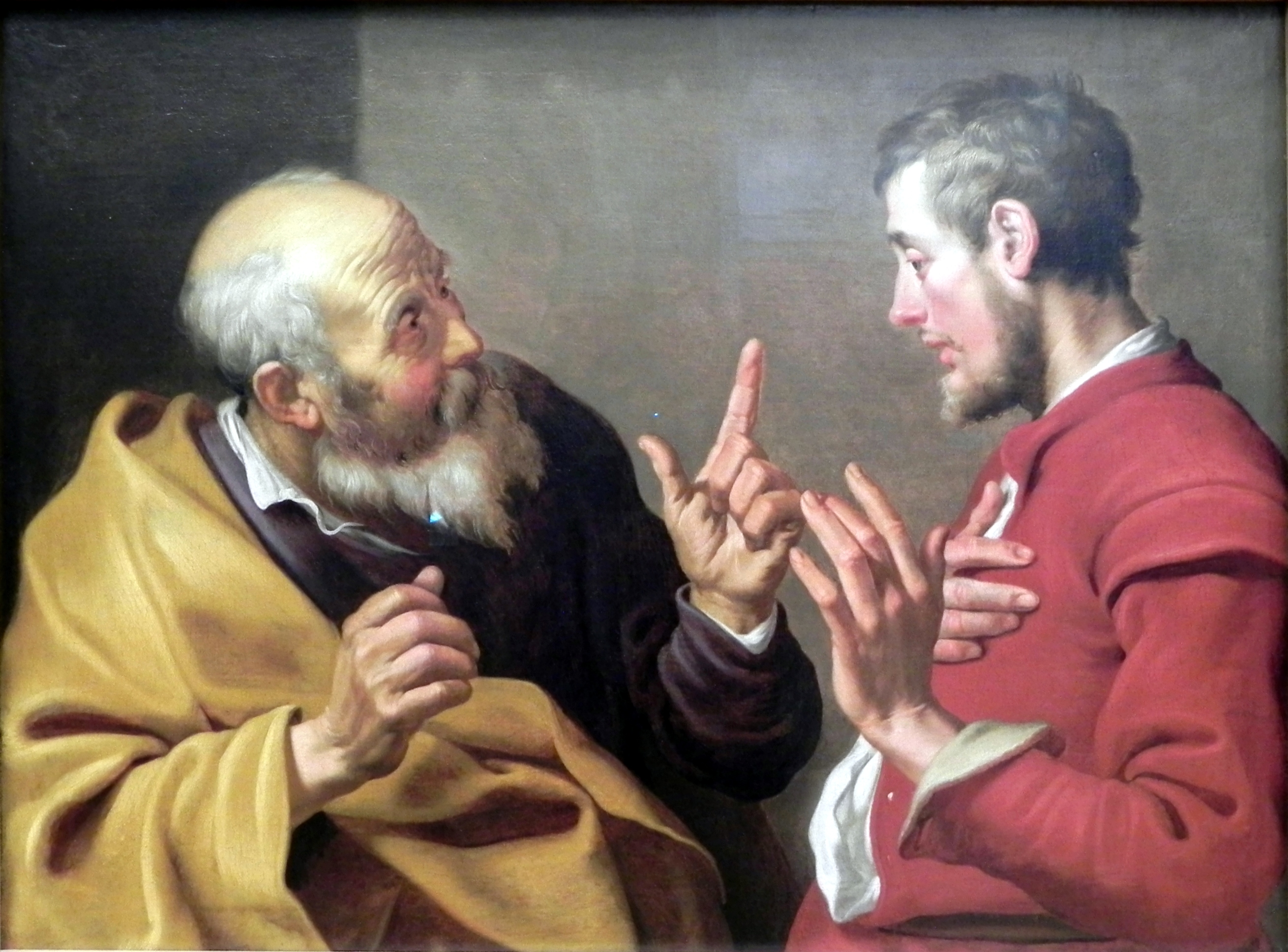
Пророк Елисей и его слуга Гиезий

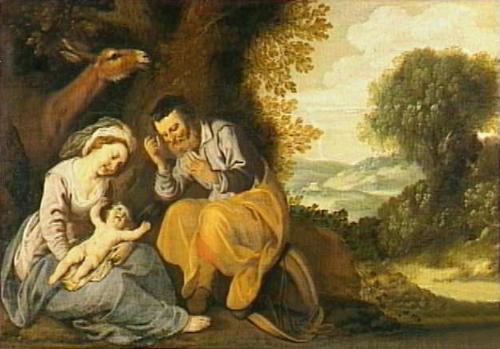
Отдых на пути в Египет, 1624, Фризский музей, Леуварден

Ламберт Якобс (нидерл. Lambert Jacobsz) — голландский живописец и пастор.

## Жизнь
Родился в Амстердаме. Был сыном обеспеченного торговца тканями из общины меннонитов, дьякона Якоба Teunis и братом Энтони Якобса.
Его творчество пришлось на период расцвета голландской живописи, так называемого «Золотого века». В молодости, в 1618 году, он посетил Италию. В каталоге Hoet за 1752 год Ламберт Якобс указан как ученик Рубенса, но точного срока его возможного пребывания в мастерской Рубенса не установлено. В 1620 году Ламберт Якобс женится на Aeghtje, дочери проповедника меннонитов и торговца льном. Этому событию известный голландский поэт Вондел посвятил панегирик «Aen den BRUIDEGOM LAMBRECHT JACOBSZ. Met sijn BRVIDT, AECHTJEN ANTHONIS».
Ламберт Якобс переезжает в Леуварден, родной город жены, где становится проповедником общины меннонитов и работает как живописец. Во времена его служения анабаптистской церкви были некоторые разногласия с городским правительством из-за строительства нового молитвенного дома в 1630—1631 годах, и Ламберт Якобс был дважды оштрафован, видимо, потому что проповедовал в новой церкви, которая была запрещена правительством. Он был старейшиной общины меннонитов Леувардена и отцом другого известного голландского живописца — Абрахама ван дер Темпеля. Он также активно предпринимал в качестве арт-дилера, как стало известно из инвентаризации его имущества, которая зафиксировала операции в Амстердаме с торговцем произведениями искусства и покровителем Рембрандта, Хендриком ван Эйленбургом.
Осенью 1633 года, после смерти Aeghtje, он женился на Хиллегонт, дочери историка Дирка (Теодора) Велиуса из Хорна. Среди друзей Ламберта Якобса был известный голландский поэт, художник и богослов Дирк Кампхёйзен. Учениками Якобса были Говерт Флинк и Якоб Баккер. Его сын, художник Абрахам ван дер Темпель, также, вероятно, учился у него, прежде чем стать учеником Якоб Баккер. Умер в Леувардене в 1636 году во время эпидемии чумы. Его вторая жена, Хиллегонт Велиус, также скончалась от чумы 24 июня 1636 года.

## Творчество
До недавнего времени творчество Ламберта Якобса было совершенно неизвестно. Ни одна из его картин не была открыта вплоть до 1918 года. В настоящее время существует 25 его живописных полотен. Община меннонитов Леувардена обладает тремя из них. Некоторые работы находятся в Национальной галерее Виктории, а серия из портретов четырёх святых — в Музее изящных искусств Руана. В 1936 году в Леувардене и Амстердаме прошла мемориальная выставка его произведений. Большинство его итальянских пейзажей, очевидно, сделаны в 1618 году, и в этих пейзажах библейские сцены, такие как «Иосиф продан своими братьями», «Исаак и Ревекка», «Руфь и Вооз», или «Вопрос о дани» («Евангелие от Матфея» 22:16-21). Его самой впечатляющей картиной является «Апостол Павел». В государственном музее Нижней Саксонии в Ганновере находится картина «Елисей и Гиезий», написанная в 1629 году. Это сцена из Ветхого Завета с пророком Елисеем и его слугой Гиезием (4Цар. 5:1-19).